# Mythe de Cthulhu
Pour les articles homonymes, voir Cthulhu (homonymie).
 (juillet 2016).
Portail / Modèle:Palette Mythe de Cthulhu
Le mythe de Cthulhu (en anglais : Cthulhu Mythos) est un univers de fiction collectif, développé par de multiples auteurs à partir de l'œuvre de l'écrivain américain Howard Phillips Lovecraft.
Le monde du mythe de Cthulhu est un reflet du monde réel, mais où des entités extraterrestres — aussi puissantes qu'anciennes — cherchent à rétablir leur ancienne domination sur le globe terrestre. L'une d'entre elles est Cthulhu, qui apparaît dans la nouvelle L'Appel de Cthulhu (1928) et dont August Derleth a repris le nom pour désigner l'ensemble du « mythe ».
Du vivant même de Lovecraft, le Mythe est repris et développé par d'autres auteurs, parmi lesquels August Derleth, Robert E. Howard, Robert Bloch, Clark Ashton Smith ou E. Hoffmann Price. Ce monde connaît un regain d'intérêt au début des années 1980 avec la publication du jeu de rôle L'Appel de Cthulhu (1981), où les joueurs incarnent des enquêteurs dans ce monde imaginaire.

## Historique
Dans son article « H. P. Lovecraft and the Cthulhu Mythos », Robert M. Price distingue deux phases dans la conception du Mythe de Cthulhu. La première, qu'il qualifie de « véritable » Mythe, correspond à ce qui a été produit du vivant de Lovecraft et sous son patronage. La deuxième phase correspond au travail d'August Derleth après la mort de Lovecraft : Derleth publie ses histoires, mais il tente également d'organiser et de développer le Mythe.

### «Mythe de Lovecraft»

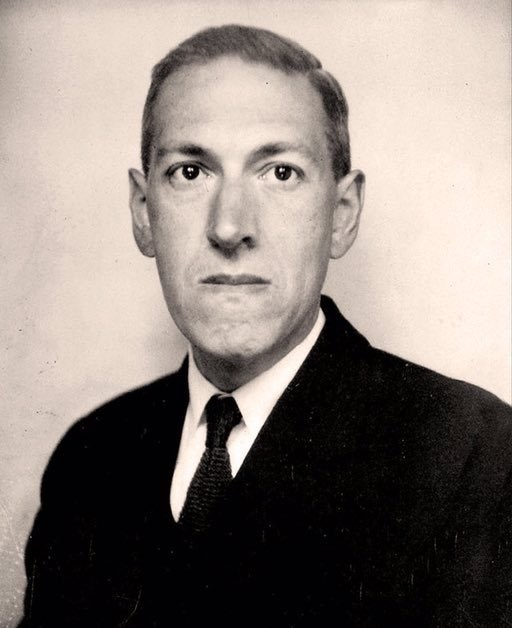
Howard Phillips Lovecraft en 1934.

Un thème récurrent de l'œuvre de Lovecraft est l'insignifiance de l'homme face aux horreurs cosmiques qui existent dans l'univers. Il fait des références fréquentes aux « Grands Anciens », un panthéon flou de divinités très anciennes et puissantes venues de l'espace, qui gouvernaient jadis la Terre et se trouvent aujourd'hui dans un état de sommeil proche de la mort. Ainsi, dans L'Appel de Cthulhu, les personnages humains perdent la raison lorsqu'ils ont un aperçu de ce qui existe au-delà de ce qu'ils percevaient comme étant la réalité. La nouvelle commence par cette phrase : « Ce qui est, à mon sens, pure miséricorde en ce monde, c'est l'incapacité de l'esprit humain à mettre en corrélation tout ce qu'il renferme. »
Le critique littéraire Dirk W. Mosig décrit Lovecraft comme un « matérialiste mécaniste », dont la philosophie serait celle de « l'indifférence cosmique ». Lovecraft pense que l'univers est mécanique et dépourvu de but ou de sentiments, et que les facultés limitées des hommes ne leur permettront jamais de comprendre totalement. La dissonance cognitive qui en résulte entraîne la folie. Du point de vue de Lovecraft, aucune croyance religieuse n'est acceptable sans soutien scientifique ; et les forces cosmiques de ses récits font preuve d'autant d'empathie à l'égard des hommes que les hommes en ont à l'égard des insectes,.
Plusieurs auteurs ont tenté de rationaliser ces créations. Selon Phillip A. Schreffler, une étude poussée des textes de Lovecraft permet de distinguer une structure acceptable pour l'ensemble du « panthéon », de l'inaccessible Azathoth qui occupe le centre de l'univers aux castes d'esclaves que sont les shoggoths et les Mi-go. En revanche, pour David E. Schultz, Lovecraft n'a jamais voulu créer un Mythe canonique : son panthéon imaginaire ne devait servir que comme élément d'arrière-plan. Lovecraft lui-même décrit son mythe avec humour comme des « yog sothoteries », et doit parfois rappeler à ses lecteurs qu'il s'agit d'une œuvre de pure fiction,.
S. T. Joshi est également partisan de l'idée qu'il n'existe pas de structure rigide du Mythe. « la cosmogonie imaginaire de Lovecraft n'a jamais été un système statique, mais plutôt une sorte de construction esthétique qui pouvait toujours être adaptée à la personnalité en évolution de son auteur et ses intérêts fluctuants […] l'essence du mythe ne repose pas dans un panthéon de divinités imaginaires ni dans une collection poussiéreuse d'ouvrages oubliés mais plutôt dans une attitude cosmique convaincue ».
Néanmoins, selon Price, les écrits de Lovecraft peuvent au moins se subdiviser en catégories. Il identifie trois thèmes distincts : les cycles « dunsanien » (les histoires dans la veine de Lord Dunsany), d'« Arkham » (prenant place dans la Nouvelle-Angleterre fictive de Lovecraft), et de « Cthulhu » (les récits cosmiques). L'écrivain Will Murray a fait remarquer que Lovecraft n'hésite pas à utiliser son panthéon de fiction dans les nouvelles qu'il rédige comme nègre littéraire pour d'autres auteurs, mais qu'en revanche, il réserve Arkham et ses alentours aux nouvelles parues sous son propre nom.

### Auteurs contemporains de Lovecraft
Jusqu'à sa mort, Lovecraft correspond avec de nombreux auteurs, parmi lesquels Clark Ashton Smith, Robert E. Howard, Robert Bloch, Frank Belknap Long, Henry Kuttner et Fritz Leiber. Ces auteurs s'échangent des éléments de leurs écrits respectifs : ainsi, dans sa nouvelle Les Enfants de la nuit (1931), Howard fait lire le Necronomicon de Lovecraft à son protagoniste, et Lovecraft à son tour mentionne les Unaussprechlichen Kulten de Howard dans les nouvelles Hors du temps et Dans l'abîme du temps (1935).

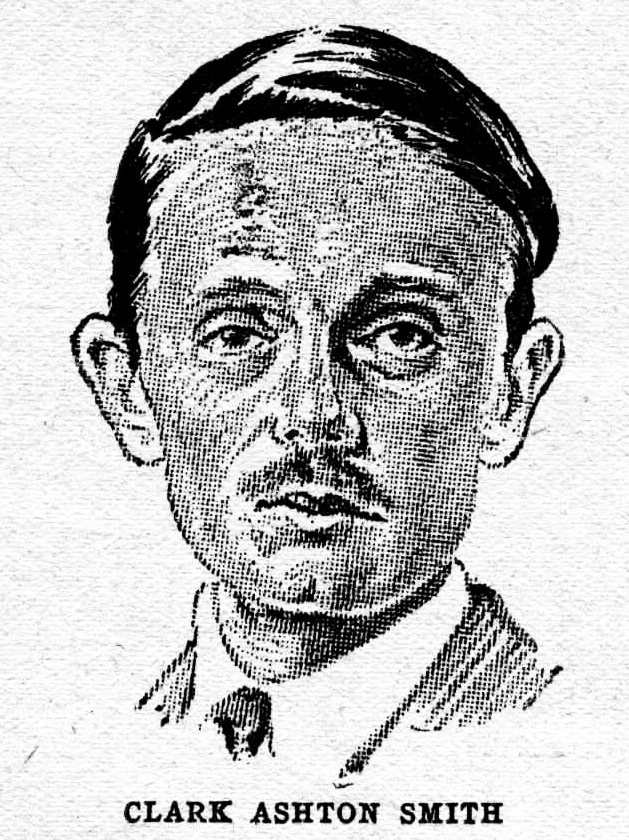
Clark Ashton Smith vers 1930.
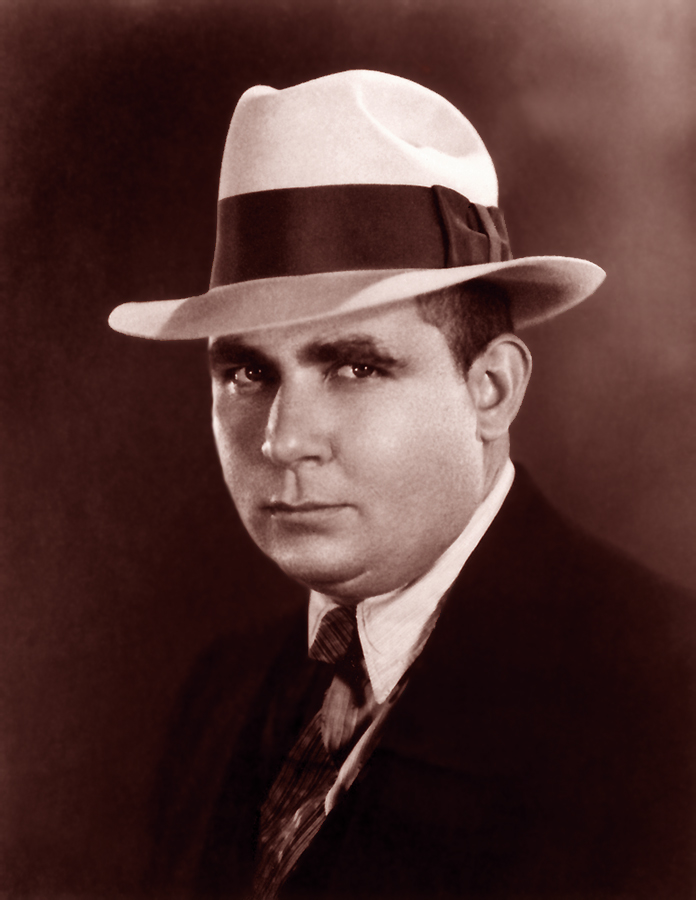
Robert E. Howard en 1934.
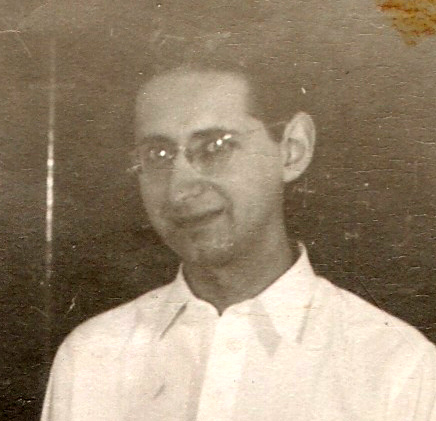
Robert Bloch en 1943.
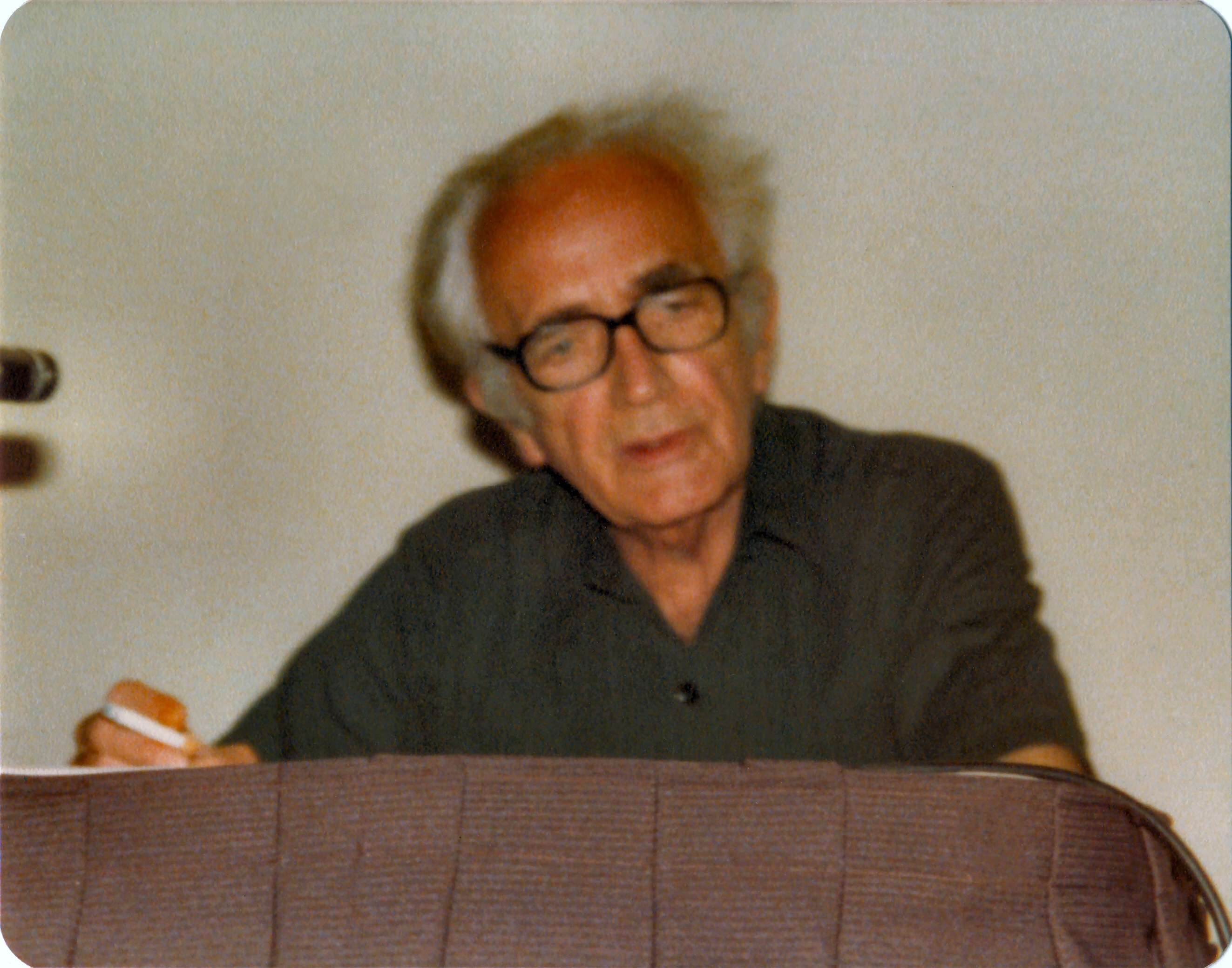
Fritz Leiber en 1978.

### «Mythe de Derleth»

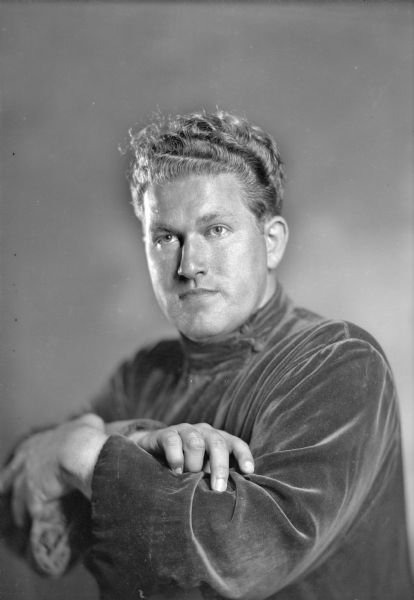
August Derleth en 1939.

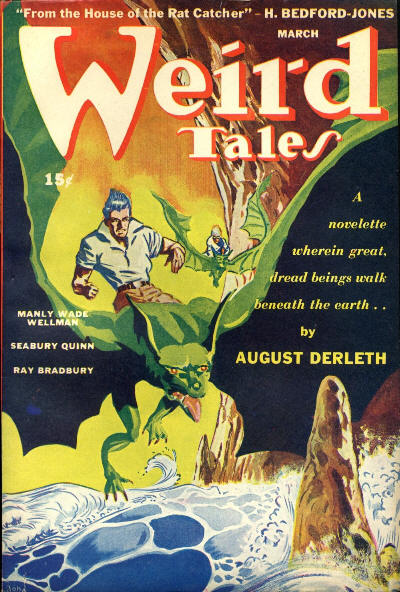
Couverture du pulp Weird Tales de mars 1944, publiant la nouvelle d'August Derleth « La Maison de Curwen Street » (titre alternatif : « La Trace de Cthulhu »).

Suivant la dichotomie de Price, la deuxième phase débute avec August Derleth. Il s'oppose à Lovecraft sur deux points essentiels : son utilisation de l'espoir, et sa conviction que le Mythe de Cthulhu représente une lutte du bien contre le mal.
Selon Price, la rationalisation de Derleth trouve ses racines chez Lovecraft. Il affirme : « L'usage par Derleth de l'expression « Dieux Anciens » était-elle si étrangère au Lovecraft des Montagnes hallucinées ? Peut-être pas. En fait, cette histoire, ainsi que quelques éléments de L'Ombre sur Innsmouth, offre la clef des origines du « Mythe de Derleth ». Les Montagnes hallucinées nous présente en effet un conflit entre deux races interstellaires : les Anciens et les rejetons de Cthulhu. » Cependant, S. T. Joshi objecte que Lovecraft ne place pas cette lutte sur le plan moral et ne mentionne pas le sort de l'humanité comme l'un de ses enjeux.
Derleth lui-même croit que Lovecraft souhaitait que d'autres auteurs rédigent des nouvelles et des romans sur le cycle, pas qu'il ne reste qu'un simple outil de narration. Derleth étend les frontières du Mythe jusqu'à inclure toute référence par Lovecraft à des éléments issus d'une histoire d'un autre auteur : Lovecraft avait fait référence au Livre d'Eibon inventé par Clark Ashton Smith, et de la même façon, Derleth intègre Ubbo-Sathla, créature imaginée par Smith, au Mythe.
Derleth tente également d'associer les divinités du Mythe aux quatre éléments, mais rendre ce classement l'oblige à faire preuve d'une certaine licence artistique, et surtout à inventer des êtres supplémentaires, notamment Cthugha pour représenter le feu. Appliquer la théorie des éléments à des êtres de nature cosmique (comme Yog-Sothoth) a poussé certains auteurs à créer un cinquième élément nommé aethyr. Pour Derleth, la terre s'oppose au feu et l'air à l'eau, contrairement aux oppositions classiques des quatre éléments.

## Œuvres composant le mythe
Des dizaines de romans et de nouvelles relatifs au mythe ont été écrites par H. P. Lovecraft. Parmi les plus célèbres, on trouve :
- Dagon (1917) ;
- L'Appel de Cthulhu (1926) ;
- L'Affaire Charles Dexter Ward (1927) ;
- L'Abomination de Dunwich (1928) ;
- Les Montagnes hallucinées (1931) ;
- La Maison de la sorcière (1933) ;
- Dans l'abîme du temps (1936) ;
- Le Cauchemar d'Innsmouth (1936).

La liste des histoires composant le mythe fait cependant débat. Par exemple, Lin Carter dans son essai Lovecraft: A Look Behind the Cthulhu Mythos compte exactement 14 histoires composant le mythe et exclut notamment Dagon, La Couleur tombée du ciel et L'Affaire Charles Dexter Ward.

## Le monde du Mythe de Cthulhu

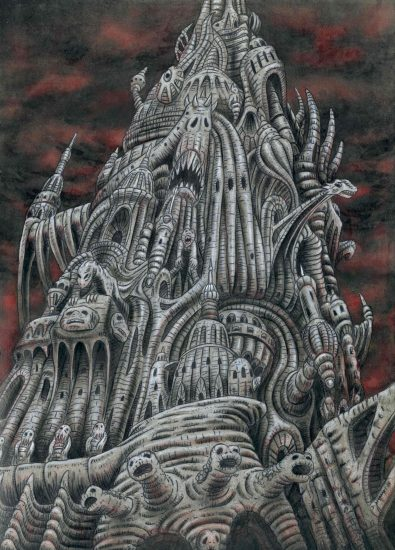
Vision d'artiste d'une tour aux dimensions cyclopéennes, d'origine non-humaine.

Dans cet univers, la Terre était dominée par les Grands Anciens. On trouve encore des restes du culte des Grands Anciens dans des tribus reculées ou encore dans les pays industrialisés chez des sorciers qui se cachent sous l'apparence de bourgeois tranquilles.
Une conjonction astrale favorable déclenchera une réapparition des Grands Anciens. Les sectes et sorciers tirent leurs pouvoirs des Grands Anciens, et leur activité permet à ceux-ci d'avoir une plus grande emprise sur le monde. Les phénomènes étranges deviennent de plus en plus fréquents, signe que la conjonction astrale approche.
Il est intéressant, même si l'œuvre intégrale liée au mythe ne le met pas forcément en évidence, de distinguer les créations de Lovecraft de celles des auteurs qui le secondèrent dans l'élaboration du mythe. Les diverses contributions, directes ou indirectes, ont créé une véritable cosmogonie.
Ainsi apparaît Azathoth, maître des Grands Anciens, appelé le dieu aveugle et idiot, dont on dit qu'il est responsable du Big Bang. Juste en dessous sont cités quatre Grands Anciens : Nyarlathotep (le messager des dieux, qui pourrait être considéré comme un dieu perverti de la Terre), Cthulhu qui sommeille dans la cité de R'lyeh (dieu perverti de l'eau selon August Derleth), Hastur (« Celui dont on ne prononce pas le nom », dieu perverti de l'air selon August Derleth) et Shub-Niggurath (le Bouc aux mille chevreaux, dieu perverti de la fécondité selon August Derleth). Ces associations élémentaires n'ont jamais été étayées par Lovecraft lui-même.
À cela s'ajoute Yog-Sothoth, le Gardien, qui est la porte entre le monde des humains et le monde des Grands Anciens, mais également la clef qui ouvre cette porte.
Cette association des Grands Anciens à des éléments est d'après beaucoup une mauvaise idée de Derleth car elle pose une base d'explication du « système » du mythe, dont le principal intérêt est de n'être justement explicable par aucun esprit humain.

## Entités

### Grands Anciens
Les Grands Anciens (Great Old Ones) sont de puissantes entités extraterrestres, dont certaines, prisonnières sur Terre, attendent le jour de leur réveil. Les plus connues sont Cthulhu, Dagon, Hastur, Ithaqua et Cthugha.

#### Dieux Extérieurs
Publié par les éditions Chaosium en 1981, le jeu de rôle L'Appel de Cthulhu intègre dans son contexte ludique les Grands Anciens issus de la littérature relative au mythe de Cthulhu. Cependant, le jeu innove en adoptant une hiérarchie qui différencie les « Dieux extérieurs » (Outer Gods) des Grands Anciens. Les premiers y personnifient des forces cosmiques comme le chaos ou la fertilité. Les seconds sont des entités extraterrestres qui ne sont pas d'essence divine, en dépit de leur puissance et du culte dont elles font parfois l'objet.
Le jeu de rôle distingue ainsi Azathoth, Yog-Sothoth, Shub-Niggurath et Nyarlathotep parmi les Dieux extérieurs, sans compter d'autres divinités non identifiées, aveugles et stupides.
Le vocable « Dieux extérieurs » provient peut-être des « Autres Dieux » (Other Gods), entités mystérieuses mentionnées dans la nouvelle La Quête onirique de Kadath l'inconnue (The Dream-Quest of Unknown Kadath) de Lovecraft. Messager de ces Autres Dieux, Nyarlathotep protège les « faibles dieux de la Terre » depuis les « contrées du rêve » (Dreamlands).

### Dieux Très Anciens
Créés par August Derleth, les Dieux très anciens (Elder Gods) s'opposent aux Grands Anciens. Leurs intérêts rejoignent généralement ceux de l'humanité, même s'ils partagent le même dédain à son égard que les autres divinités du Mythe. Plusieurs proviennent de cultes réels, comme Bast (mythologie égyptienne) et Nodens (mythologie celtique).

## Livres
Une caractéristique importante du Mythe est l'existence d'ouvrages mystérieux comme source d'information sur les Grands Anciens. Le plus connu d'entre eux est le Necronomicon.

## Lieux

Carte du « pays de Lovecraft ».

Plusieurs lieux imaginaires apparaissent dans le Mythe, notamment Arkham et son université, la Miskatonic University ; Dunwich et Innsmouth. Ces trois localités se situent en Nouvelle-Angleterre, région que Lovecraft connaissait bien pour y avoir passé la majeure partie de sa vie.
D'autres cités, comme Iram, engloutie sous les sables du Sahara, ou R'lyeh, engloutie sous le Pacifique sud, sont purement fictives.

## Mythe de Cthulhu dans la culture populaire
Plusieurs décennies après la mort de Lovecraft, les œuvres consacrées au mythe de Cthulhu ne se cantonnent plus au seul cadre littéraire ; ce thème est désormais exploité dans plusieurs autres médias : films, bandes dessinées, jeux de rôle, jeux vidéo, musique rock ou classique, jeux de plateau...

### Sources primaires (littérature)
- H. P. Lovecraft et al. (édition présentée et établie par Francis Lacassin), Howard Phillips Lovecraft, vol. 1 : Les mythes de Cthulhu. Légendes du mythe de Cthulhu. Premiers contes. L'art d'écrire selon Lovecraft, Paris, Robert Laffont, coll. « Bouquins », 1991, 1re éd., XXXVI-1174 p. (ISBN 2-221-05684-1, présentation en ligne sur le site NooSFere).
- H. P. Lovecraft et al. (édition présentée et établie par Francis Lacassin), Howard Phillips Lovecraft, vol. 2 : Contes et nouvelles. L'horreur dans le musée et autres révisions. Fungi de Yuggoth et autres poèmes fantastiques. Épouvante et surnaturel en littérature, Paris, Robert Laffont, coll. « Bouquins », 1991, 1re éd., VI-1341 p. (ISBN 2-221-06460-7, présentation en ligne sur le site NooSFere).
- H. P. Lovecraft et al. (édition présentée et établie par Francis Lacassin), Howard Phillips Lovecraft, vol. 3 : Le monde du rêve. Parodies et pastiches. Les « collaborations » Lovecraft-Derleth. Rêve et réalité. Documents, Paris, Robert Laffont, coll. « Bouquins », 1992, 1re éd., V-1341 p. (ISBN 2-221-06461-5, présentation en ligne sur le site NooSFere).

#### Répertoires bibliographiques
- (en) S. T. Joshi, H. P. Lovecraft and Lovecraft Criticism : An Annotated Bibliography, Holicong (Pennsylvanie), Wildside Press, 2002 (1re éd. 1981, Kent State University Press), 508 p. (ISBN 978-1-59224-012-8, lire en ligne).
- (en) Chris Jarocha-Ernst, A Cthulhu Mythos Bibliography and Concordance, Seattle, Armitage House, 1999, 463 p. (ISBN 978-1-887797-01-6).

#### Études et essais
- Patrice Allart, Guide du mythe de Cthulhu, Amiens / Paris, Encrage / Les Belles Lettres, coll. « Cahier d'études lovecratiennes » (no 6), 1999, 158 p. (ISBN 2-911576-13-6, présentation en ligne sur le site NooSFere).
- Patrice Allart, Psychose à Arkham : les itinéraires de Robert Bloch et de Ramsey Campbell, Paris, Éditions de l'Œil du sphinx, coll. « La bibliothèque d'Abdul Alhazred » (no 17), 2017, 340 p. (ISBN 979-10-91506-62-5).
- (en) Jose Luis Arroyo-Barrigüete, « The « Cthulhu network » : The process by which the popular myth was made », The Journal of Popular Culture, vol. 56, no 2,‎ avril 2023, p. 324-340 (ISSN 0022-3840, e-ISSN 1540-5931, lire en ligne).
- (en) Steve Behrends, « CAS & Diverse Hands », dans Robert M. Price (dir.), The Horror of It All : Encrusted Gems from the Crypt of Cthulhu, Mercer Island, Starmont House Inc., 1990 (ISBN 978-1-5574-2122-7), p. 65-67.
- (en) Steve Behrends, « The Carter-Smith « Collaborations » », dans Robert M. Price (dir.), The Horror of It All : Encrusted Gems from the Crypt of Cthulhu, Mercer Island, Starmont House Inc., 1990 (ISBN 978-1-5574-2122-7), p. 111-119.
- (en) K. R. Bolton, « The Influence of H.P. Lovecraft on Occultism », The Irish Journal of Gothic and Horror Studies, Dublin, no 9,‎ février 2011, p. 2-21 (lire en ligne).
- Bertrand Bonnet, « H. P. Lovecraft et Robert E. Howard : amitié, controverses et influences », dans Jérôme Vincent et Jean-Paul Del Socorro (dir.), Lovecraft : au cœur du cauchemar, Chambéry, ActuSF, 2017, 464 p. (ISBN 978-2-36629-834-5), p. 72-106.
- (en) Massimo Berruti, « H. P. Lovecraft and the anatomy of the nothingness : The Cthulhu Mythos », Semiotica. Journal of the International Association for Semiotic Studies / Revue de l'Association Internationale de Sémiotique, Walter de Gruyter, vol. 2004, no 150,‎ août 2004, p. 363-418 (DOI 10.1515/semi.2004.052).
- (en) Donald R. Burleson, S. T. Joshi, Will Murray, Robert M. Price et David E. Schultz, « What Is the Cthulhu Mythos ? A Panel Discussion », Lovecraft Studies, West Warwick, Necronomicon Press, no 14,‎ 1987, p. 3-30 (lire en ligne)Traduction française : S. T. Joshi (dir.) (trad. de l'anglais par Philippe Gindre), Qu'est-ce que le Mythe de Cthulhu ? [« What is the Cthulhu Mythos ? »], Dôle, La Clef d'argent, coll. « KhThOn » (no 1), 2007, 4e éd. (1re éd. 1990), 60 p. (ISBN 978-2-908254-50-1, présentation en ligne).
- (en) Matt Cardin, « The Master’s Eyes Shining with Secrets : H.P. Lovecraft’s Influence on Thomas Ligotti », Lovecraft Annual, New York, Hippocampus Press, no 1,‎ 2007, p. 94-125 (ISBN 7-7745-7113-2).
- (en) Casey Clabough, « Fred Chappell’s Cthulhu Appropriations : Dagon », Lovecraft Studies, West Warwick, Necronomicon Press, no 44,‎ 2004, p. 113-118.
- (en) Martyn Colebrook, « « Comrades in Tentacles » : H. P. Lovecraft and China Miéville », dans David Simmons (dir.), New critical essays on H. P. Lovecraft, New York, Palgrave Macmillan, 2013, XVI-259 p. (ISBN 978-1-137-33224-0, présentation en ligne), p. 209-226.
- (en) Bobby Derie, Sex and the Cthulhu Mythos, New York, Hippocampus Press, 2014, 314 p. (ISBN 978-1-61498-088-9, présentation en ligne).
- (en) Stefan Dziemianowicz, « Dead Ringers : The Leiber-Lovecraft Connection », Crypt of Cthulhu, West Warwick, Necronomicon Press, no 76 (vol. 10, no 1),‎ toussaint, 1990, p. 8-13.
- (en) Stefan Dziemianowicz, « Divers Hands », Crypt of Cthulhu, West Warwick, Necronomicon Press, no 80,‎ 1992, p. 38-52.Article repris dans : (en) Stefan Dziemianowicz, « Divers Hands », dans S.T. Joshi (dir.), Dissecting Cthulhu : Essays on the Cthulhu Mythos, Lakeland (Floride), Miskatonic River Press, 2011, 280 p. (ISBN 978-0-98-218187-4, présentation en ligne), p. 233-253.
- (en) Daniel Harms, The Cthulhu Mythos Encyclopedia : A Guide to Lovecraftian Horror, Oakland, Chaosium, coll. « Call of Cthulhu Fiction », 1998, 2e éd. (1re éd. 1994), 425 p. (ISBN 1-56882-119-0)Réédition augmentée : (en) Daniel Harms, The Cthulhu Mythos Encyclopedia : A Guide to H. P. Lovecraft Universe, Elder Signs Press, 2008, 3e éd. (1re éd. 1994), 402 p. (ISBN 978-0-9748789-1-1 et 0-9748789-1-X, présentation en ligne).
- (en) David Harms et John Wisdom Gonce III, The Necronomicon Files : The Truth Behind The Legend, Boston, Weiser Books, 2003 (1re éd. 1998), 342 p. (ISBN 978-1-57863-269-5, lire en ligne).
- Jacques Finné, Panorama de la littérature fantastique américaine, vol. 1 : Des origines aux « pulps », Liège, Éditions du C.L.P.C.F. / Bibliothèque des paralittératures de Chaudfontaine, coll. « Paralittératures » (no 9), 1993, 254 p. (présentation en ligne sur le site NooSFere).
- (en) Sam Gafford, « Lovecraft's Influence on Stephen King », Crypt of Cthulhu, Bloomfield (New Jersey), Cryptic Publications, no 18 (vol. 3, no 2),‎ yule, 1983, p. 14–15.
- (en) Norm Gayford, « What Stays in Lovecraft's Sieve Once Frank Belknap Long Is Strained Through It », dans Robert H. Waugh (dir.), Lovecraft and Influence : his predecessors and successors, Lanham / Toronto / Plymouth, The Scarecrow Press, coll. « Studies in Supernatural Literature » (no 1), 2013, 197 p. (ISBN 978-0-8108-9115-9, présentation en ligne), p. 97-108.
- (en) Charles Hoffman et Marc A. Cerasini, « The Transition of Colin Wilson », dans Robert M. Price (dir.), The Horror of It All : Encrusted Gems from the Crypt of Cthulhu, Mercer Island, Starmont House Inc., 1990 (ISBN 978-1-5574-2122-7), p. 125-137.
- (en) Charles Hoffman et Marc A. Cerasini, « The Strange Case of Robert Ervin Howard », dans Robert M. Price (dir.), The Horror of It All : Encrusted Gems from the Crypt of Cthulhu, Mercer Island, Starmont House Inc., 1990 (ISBN 978-1-5574-2122-7), p. 93-97.
- (en) Timothy Jarvis, « The weird, the posthuman, and the abjected world-in-itself : fidelity to the "Lovecraft Event" in the work of Caitlín R. Kiernan and Laird Barron », Textual Practice, Routledge, vol. 31, no 6 « Weird Fiction »,‎ 2017, p. 1133-1148 (DOI 10.1080/0950236X.2017.1358693).
- (en) David Javet, The Pen that Never Stops Writing : the Lovecraft Mythology or the Expansion of a Literary Phenomenon, mémoire de licence, université de Lausanne, faculté des lettres, hiver 2009-2010, 83 p., lire en ligne.
- (en) S. T. Joshi et David Schultz, An H. P. Lovecraft Encyclopedia, New York, Hippocampus Press, 2004 (1re éd. 2001), 362 p. (ISBN 0-9748789-1-X, présentation en ligne).
- (en) S. T. Joshi, Ramsey Campbell and Modern Horror Fiction, Liverpool, Liverpool University Press, coll. « Liverpool Science Fiction Texts and Studies », 2001, X-180 p. (ISBN 0-85323-765-4, lire en ligne).
- (en) S. T. Joshi, « The Cthulhu Mythos », dans S.T. Joshi (dir.), Icons of Horror and the Supernatural : An Encyclopedia of Our Worst Nightmares, vol. 1, Westport (Connecticut) / Londres, Greenwood Press, 2007, 796 p. (ISBN 978-0-313-33780-2 et 0-313-33781-0), p. 97-128.
- (en) S. T. Joshi, The Rise and Fall of the Cthulhu Mythos, Poplar Bluff, Mythos Books, 2008, 324 p. (ISBN 978-0-9789911-8-0, présentation en ligne)Réédition augmentée : (en) S. T. Joshi, The Rise, Fall, and Rise of the Cthulhu Mythos, New York, Hippocampus Press, 2015, 357 p. (ISBN 978-1-61498-135-0, présentation en ligne).
- (en) S. T. Joshi (dir.), Dissecting Cthulhu : Essays on the Cthulhu Mythos, Lakeland (Floride), Miskatonic River Press, 2011, 278 p. (ISBN 978-0-9821818-7-4, présentation en ligne).
- (en) S. T. Joshi, « The Cthulhu Mythos : Lovecraft vs. Derleth », dans S.T. Joshi (dir.), Dissecting Cthulhu : Essays on the Cthulhu Mythos, Lakeland (Floride), Miskatonic River Press, 2011, 280 p. (ISBN 978-0-98-218187-4, présentation en ligne), p. 131-138.
- (en) S. T. Joshi, « From the Cosmic to the Human : H. P. Lovecraft's Influence on Ramsey Campbell », dans Robert H. Waugh (dir.), Lovecraft and Influence : his predecessors and successors, Lanham / Toronto / Plymouth, The Scarecrow Press, coll. « Studies in Supernatural Literature » (no 1), 2013, 197 p. (ISBN 978-0-8108-9115-9, présentation en ligne), p. 109-123.
- (en) S. T. Joshi, Lovecraft and a World in Transition : Collected Essays on H.P. Lovecraft, New York, Hippocampus Press, 2014, 645 p. (ISBN 978-1-61498-079-7, présentation en ligne), « The Development of Lovecraft Studies : 1971–1982 », p. 501-538.
- (en) S. T. Joshi, Lovecraft and a World in Transition : Collected Essays on H.P. Lovecraft, New York, Hippocampus Press, 2014, 645 p. (ISBN 978-1-61498-079-7, présentation en ligne), « A Literary Tutelage : Robert Bloch and H.P. Lovecraft », p. 548-565.
- (en) S. T. Joshi, Lovecraft and a World in Transition : Collected Essays on H.P. Lovecraft, New York, Hippocampus Press, 2014, 645 p. (ISBN 978-1-61498-079-7, présentation en ligne), « Passing the Torch : H.P. Lovecraft and Fritz Leiber », p. 566-578.
- (en) S. T. Joshi, Lovecraft and a World in Transition : Collected Essays on H.P. Lovecraft, New York, Hippocampus Press, 2014, 645 p. (ISBN 978-1-61498-079-7, présentation en ligne), « The Cthulhu Mythos », p. 585-615.
- (en) S. T. Joshi, Lovecraft and a World in Transition : Collected Essays on H.P. Lovecraft, New York, Hippocampus Press, 2014, 645 p. (ISBN 978-1-61498-079-7, présentation en ligne), « The Recognition of H. P. Lovecraft, 1937-2013 », p. 616-620.
- (en) S. T. Joshi, I Am Providence : The Life and Times of H.P. Lovecraft, vol. 1 et 2, New York, Hippocampus Press, 2010, 1200 p. (ISBN 978-1-61498-053-7, présentation en ligne).
- (en) Caitlín R. Kiernan, « Lovecraft and I », Lovecraft Annual, New York, Hippocampus Press, no 5,‎ 2011, p. 155-180 (ISBN 978-1-61498-010-0).
- (en) Francis T. Laney, « The Cthulhu Mythology », Crypt of Cthulhu, Mount Olive, Cryptic Publications, no 35 (vol. 5, no 1),‎ toussaint, 1985, p. 28–34.
- (en) John Langan, « Thomas Ligotti’s Metafictional Mapping : The Allegory of « The Last Feast of Harlequin » », Lovecraft Annual, New York, Hippocampus Press, no 1,‎ 2007, p. 126-144 (ISBN 7-7745-7113-2).
- (en) John Langan, « Nature's Other, Ghastly Face : H. P. Lovecraft's and the Animal Sublime in Stephen King », dans Robert H. Waugh (dir.), Lovecraft and Influence : his predecessors and successors, Lanham / Toronto / Plymouth, The Scarecrow Press, coll. « Studies in Supernatural Literature » (no 1), 2013, 197 p. (ISBN 978-0-8108-9115-9, présentation en ligne), p. 155-164.
- (en) Randall D. Larson, « The Cthulhu Mythos Fiction of Robert Bloch », dans Robert M. Price (dir.), The Horror of It All : Encrusted Gems from the Crypt of Cthulhu, Mercer Island, Starmont House Inc., 1990 (ISBN 978-1-5574-2122-7), p. 71-74.
- (en) Tor Watten Melvær, Imagining the Unimaginable : Lovecraft in Popular Culture, 2018, lire en ligne.
- (en) Will Murray, « The Clark Ashton Smythos », dans Robert M. Price (dir.), The Horror of It All : Encrusted Gems from the Crypt of Cthulhu, Mercer Island, Starmont House Inc., 1990 (ISBN 978-1-5574-2122-7), p. 68-70.
- (en) Rafael Llopis (trad. Anne K. Scargill et Scott D. Briggs), « The Cthulhu Mythos », Lovecraft Studies, West Warwick, Necronomicon Press, no 27,‎ automne 1992, p. 13-21.
- (en) Steven J. Mariconda, « Toward a Reader-Response Approach to the Lovecraft Mythos », dans S.T. Joshi (dir.), Dissecting Cthulhu : Essays on the Cthulhu Mythos, Lakeland (Floride), Miskatonic River Press, 2011, 280 p. (ISBN 978-0-9821818-7-4, présentation en ligne), p. 131-138.
- (en) Steven J. Mariconda, « Easy as Falling off Logic : A Consideration of Lovecraft and Ligotti as « Weird Realists » », dans Robert H. Waugh (dir.), Lovecraft and Influence : his predecessors and successors, Lanham / Toronto / Plymouth, The Scarecrow Press, coll. « Studies in Supernatural Literature » (no 1), 2013, 197 p. (ISBN 978-0-8108-9115-9, présentation en ligne), p. 165-179.
- Jean Marigny, « Robert Bloch et le mythe de Cthulhu », dans H. P. Lovecraft, fantastique, mythe et modernité, Paris, Dervy, coll. « Cahiers de l'hermétisme », 2002, 464 p. (ISBN 2-84454-108-9, présentation en ligne sur le site NooSFere), p. 357-368.
- (en) Dirk W. Mosig, « H. P. Lovecraft : Myth-Maker », Whispers, vol. 3, no 1,‎ décembre 1976, p. 48–55.Article repris dans : (en) Dirk W. Mosig, « H. P. Lovecraft : Myth-Maker », dans S.T. Joshi (dir.), Dissecting Cthulhu : Essays on the Cthulhu Mythos, Lakeland (Floride), Miskatonic River Press, 2011, 280 p. (ISBN 978-0-9821818-7-4, présentation en ligne), p. 13-21.
- (en) Justin Mullis, « Playing Games with the Great Old Ones : Ritual, Play, and Joking within the Cthulhu Mythos Fandom », Journal of the Fantastic in the Arts, vol. 26, no 3,‎ automne 2015, p. 512-530.
- (en) Will Murray, « An Uncompromising Look at the Cthulhu Mythos », Lovecraft Studies, West Warwick, Necronomicon Press, no 12,‎ printemps 1986, p. 26-31 (lire en ligne).
- (en) Will Murray, « The Clark Ashton Smythos », Crypt of Cthulhu, Bloomfield (New Jersey), Cryptic Publications, no 26 (vol. 4, no 1),‎ toussaint, 1984, p. 13-15 (lire en ligne)Article repris dans : (en) Will Murray, « The Clark Ashton Smythos », dans Robert M. Price (dir.), The Horror of It All : Encrusted Gems from the Crypt of Cthulhu, Mercer Island, Starmont House Inc., 1990 (ISBN 978-1-55-742123-4), p. 68-70.
- (en) Robert M. Price, « Monsters of Mu : The Lost Continent in the Cthulhu Mythos », Crypt of Cthulhu, Bloomfield, Cryptic Publications, vol. 1 « Lovecraft and Occult Cosmology », no 5,‎ roodmas, 1982, p. 10–14 (lire en ligne).
- (en) Henry Akeley (alias Robert M. Price), « Cthul-who ? How Do You Pronounce « Cthulhu » ? », Crypt of Cthulhu, Bloomfield (New Jersey), Cryptic Publications, no 9 (vol. 2, no 1) « Cthulhu Issue »,‎ toussaint, 1982, p. 3 (lire en ligne)Version révisée dans : (en) Robert M. Price, « Mythos Names and How to Say Them », Lovecraft Studies, West Warwick, Necronomicon Press, no 15 (vol. 6, no 2),‎ automne 1987, p. 47-53 (lire en ligne)Version révisée dans : (en) Robert M. Price, H. P. Lovecraft and the Cthulhu Mythos, Mercer Island, Starmont House, coll. « Starmont Studies in Literary Criticism » (no 33), 1990, 170 p. (ISBN 1-55742-152-8, présentation en ligne), « Mythos Names and How to Say Them », p. 113-121.
- (en) Robert M. Price, « The Lovecraft-Derleth Connection », Crypt of Cthulhu, Bloomfield, Cryptic Publications, vol. 1, no 6 « August Derleth Issue »,‎ fête de la saint-jean, 1982, p. 3-8 (lire en ligne)Article repris dans : (en) Robert M. Price, H. P. Lovecraft and the Cthulhu Mythos, Mercer Island, Starmont House, coll. « Starmont Studies in Literary Criticism » (no 33), 1990, 170 p. (ISBN 1-55742-152-8, présentation en ligne), « The Lovecraft-Derleth Connection », p. 96-102.
- (en) Robert M. Price, « August Derleth : Myth Maker », Crypt of Cthulhu, Bloomfield, Cryptic Publications, vol. 1, no 6 « August Derleth Issue »,‎ fête de la saint-jean, 1982, p. 17-18 (lire en ligne).
- (en) Robert M. Price, « The Revision Mythos », Crypt of Cthulhu, Bloomfield (New Jersey), Cryptic Publications, no 11 (vol. 2, no 3) « Revision Issue I »,‎ chandeleur, 1983, p. 15-19.Version révisée dans : (en) Robert M. Price, « The Revision Mythos », Lovecraft Studies, West Warwick, Necronomicon Press, no 11 (vol. 4, no 2),‎ automne 1985, p. 43-50 (lire en ligne)Article repris dans : (en) Robert M. Price, H. P. Lovecraft and the Cthulhu Mythos, Mercer Island, Starmont House, coll. « Starmont Studies in Literary Criticism » (no 33), 1990, 170 p. (ISBN 1-55742-152-8, présentation en ligne), « The Revision Mythos », p. 103-112.Traduction française : Robert M. Price (trad. Joseph Altairac), « La mythologie des révisions de Lovecraft », Études lovecraftiennes, Ermont, Joseph Altairac, no 1,‎ 1988, p. 4-16.
- (en) Robert M. Price, « Demythologizing Cthulhu », Lovecraft Studies, West Warwick, Necronomicon Press, no 8,‎ printemps 1984, p. 3-9 ; 24.Article repris dans : (en) Robert M. Price, H. P. Lovecraft and the Cthulhu Mythos, Mercer Island, Starmont House, coll. « Starmont Studies in Literary Criticism » (no 33), 1990, 170 p. (ISBN 1-55742-152-8, présentation en ligne), « Demythologizing Cthulhu », p. 76-84.Article repris dans (en) Robert M. Price, « Demythologizing Cthulhu », dans S.T. Joshi (dir.), Dissecting Cthulhu : Essays on the Cthulhu Mythos, Lakeland (Floride), Miskatonic River Press, 2011, 280 p. (ISBN 978-0-9821818-7-4, présentation en ligne), p. 118-126.
- (en) Robert M. Price, « Lovecraft's Cosmic History », Crypt of Cthulhu, Bloomfield (New Jersey), Cryptic Publications, no 37 (vol. 5, no 3) « Lovecraft's Longer Fiction »,‎ chandeleur, 1986, p. 18-24.Article repris dans : (en) Robert M. Price, H. P. Lovecraft and the Cthulhu Mythos, Mercer Island, Starmont House, coll. « Starmont Studies in Literary Criticism » (no 33), 1990, 170 p. (ISBN 1-55742-152-8, présentation en ligne), « Lovecraft's Cosmic History », p. 122-127.Traduction française : Robert M. Price (trad. Joseph Altairac), « L'histoire cosmique de Lovecraft », Études lovecraftiennes, Ermont, Joseph Altairac, no 5,‎ 1989, p. 36-50.
- (en) Robert M. Price, « Lovecraft as a Character in Lovecraftian Fiction », Crypt of Cthulhu, Mount Olive, Cryptic Publications, no 52 (vol. 7, no 2),‎ yule 1987, p. 35–37 ; 33 (lire en ligne)Article repris dans : (en) Robert M. Price, H. P. Lovecraft and the Cthulhu Mythos, Mercer Island, Starmont House, coll. « Starmont Studies in Literary Criticism » (no 33), 1990, 170 p. (ISBN 1-55742-152-8, présentation en ligne), « Lovecraft as a Character in Lovecraftian Fiction », p. 32-36.
- (en) Robert M. Price, « Robert E. Howard and the Cthulhu Mythos », Lovecraft Studies, West Warwick, Necronomicon Press, no 18 (vol. 8, no 1),‎ printemps 1989, p. 10-13, 29 (lire en ligne)Article repris dans : (en) Robert M. Price, « Robert E. Howard and the Cthulhu Mythos », dans S.T. Joshi (dir.), Dissecting Cthulhu : Essays on the Cthulhu Mythos, Miskatonic River Press, 2011, 280 p. (ISBN 978-0-9821818-7-4, présentation en ligne), p. 224-232.
- (en) Robert M. Price, « The Statement of Lin Carter », dans Robert M. Price (dir.), The Horror of It All : Encrusted Gems from the Crypt of Cthulhu, Mercer Island, Starmont House Inc., 1990 (ISBN 978-1-5574-2122-7), p. 101-110.
- (en) Robert M. Price, « The Last Vestige of Derleth Mythos », Lovecraft Studies, West Warwick, Necronomicon Press, no 24,‎ printemps 1991, p. 20-21.Article repris dans : (en) Robert M. Price, « The Last Vestige of Derleth Mythos », dans S.T. Joshi (dir.), Dissecting Cthulhu : Essays on the Cthulhu Mythos, Lakeland (Floride), Miskatonic River Press, 2011, 280 p. (ISBN 978-0-9821818-7-4, présentation en ligne), p. 127-130.
- (en) Robert M. Price, « Lovecraft's « Artificial Mythology » », dans S. T. Joshi et David E. Schultz (dir.), An Epicure in the Terrible : A Centennial Anthology of Essays in Honor of H.P. Lovecraft, New York, Hippocampus Press, 2011 (1re éd. 1991) (ISBN 978-0-98-46386-1-1), p. 259-268.
- (en) Robert M. Price, « Brian Lumley - Reanimator », dans Robert M. Price (dir.), The Horror of It All : Encrusted Gems from the Crypt of Cthulhu, Mercer Island, Starmont House Inc., 1990 (ISBN 978-1-5574-2122-7), p. 138-148.
- (en) Robert M. Price, « Lumley as Lovecraft », dans Brian Lumley et Stanley Wiater (dir.), The Brian Lumley Companion, New York, Tor, 2006 (1re éd. 2002), 397 p. (ISBN 978-0-765-30440-7).
- (en) Robert M. Price, « The Transition of Brian Lumley », dans Brian Lumley et Stanley Wiater (dir.), The Brian Lumley Companion, New York, Tor, 2006 (1re éd. 2002), 397 p. (ISBN 978-0-765-30440-7).
- (en) Robert M. Price, « Stephen King and the Lovecraft Mythos », dans Darrell Schweitzer (dir.), Discovering Stephen King, Mercer Island, Starmont House, coll. « Starmont Studies in Literary Criticism » (no 8), 1985, 219 p. (ISBN 0-930261-07-0), p. 109-122.
- (en) Robert M. Price, H. P. Lovecraft and the Cthulhu Mythos, Mercer Island, Starmont House, coll. « Starmont Studies in Literary Criticism » (no 33), 1990, 170 p. (ISBN 1-55742-152-8, présentation en ligne).
- (en) Shawn Ramsey, « Henry Kuttner’s Cthulhu Mythos Tales : An Overview », Crypt of Cthulhu, Mount Olive, Cryptic Publications, no 51 (vol. 7, no 1),‎ toussaint, 1987, p. 21-23 ; 14 (lire en ligne)Article repris dans : (en) Shawn Ramsey, « Henry Kuttner’s Cthulhu Mythos Fiction : An Overview », dans Robert M. Price (dir.), The Horror of It All : Encrusted Gems from the Crypt of Cthulhu, Mercer Island, Starmont House Inc., 1990 (ISBN 978-1-5574-2122-7), p. 120-124.
- (en) David E. Schultz, « Who needs the Cthulhu Mythos ? », Lovecraft Studies, West Warwick, Necronomicon Press, no 13 (vol. 5, no 2),‎ automne 1986, p. 43-53 (lire en ligne)Article repris dans : (en) David E. Schultz, « Who needs the Cthulhu Mythos ? », dans S.T. Joshi (dir.), Dissecting Cthulhu : Essays on the Cthulhu Mythos, Lakeland (Floride), Miskatonic River Press, 2011, 280 p. (ISBN 978-0-9821818-7-4, présentation en ligne), p. 22-36.
- (en) David E. Schultz, « The Origin of Lovecraft's « Black Magic » Quote », Crypt of Cthulhu, Mount Olive, Cryptic Publications, no 48 (vol. 6, no 6),‎ fête de la saint-jean, 1987, p. 9–13Article repris dans : (en) David E. Schultz, « The Origin of Lovecraft's « Black Magic » Quote », dans S.T. Joshi (dir.), Dissecting Cthulhu : Essays on the Cthulhu Mythos, Lakeland (Floride), Miskatonic River Press, 2011, 280 p. (ISBN 978-0-9821818-7-4, présentation en ligne), p. 216-223.
- (en) Ben Solon, « Howard's Cthuloid Tales », dans Lyon Sprague de Camp et George H. Scithers (dir.), The Conan Swordbook, Baltimore, Mirage Press, 1969, XIII-255 p., p. 75-80.
- (en) Paul Spencer, « The Shadow Over Derleth », dans Darrel Schweitzer (dir.), Discovering Classic Horror Fiction, vol. I, Gillette (New Jersey), Wildside Press, 1992, 191 p. (ISBN 978-1-587-15002-9), p. 114-119.
- (en) Brian Stableford, « The Cosmic Horror », dans S.T. Joshi (dir.), Icons of Horror and the Supernatural : An Encyclopedia of Our Worst Nightmares, vol. 1, Westport (Connecticut) / Londres, Greenwood Press, 2007, 796 p. (ISBN 978-0-313-33780-2 et 0-313-33781-0), p. 65-96.
- (en) Richard L. Tierney, « The Derleth Mythos », dans Meade et Penny Frierson (dir.), HPL, Birmingham, chez les auteurs, 1972, 144 p. (présentation en ligne), p. 53.Article repris dans (en) Richard L. Tierney, « The Derleth Mythos », Crypt of Cthulhu, Bloomfield (New Jersey), Cryptic Publications, no 24 (vol. 3, no 8) « Richard L. Tierney Issue »,‎ lammas 1984, p. 52–53 (lire en ligne)Article repris dans (en) Richard L. Tierney, « The Derleth Mythos », dans S.T. Joshi (dir.), Dissecting Cthulhu : Essays on the Cthulhu Mythos, Lakeland (Floride), Miskatonic River Press, 2011, 280 p. (ISBN 978-0-9821818-7-4, présentation en ligne), p. 10-12.
- (en) George Wetzel, « Genesis of the Cthulhu Mythos », Nyctalops, Albuquerque, Silver Scarab Press, no 10 (vol. 2, no 3),‎ janvier-février 1975, p. 21-25.Article repris dans (en) George Wetzel, « Genesis of the Cthulhu Mythos », dans Darrell Schweitzer (dir.), Discovering H. P. Lovecraft, Holicong (Pennsylvanie), Wildside Press, 1995 (1re éd. 1987), 163 p. (ISBN 978-1-58-715471-3), p. 54-62.
- (de) Thekla Zachrau, Mythos und Phantastik : Funktion und Struktur der Cthulhu-Mythologie in den phantastischen Erzählungen H.P. Lovecrafts, Peter Lang, coll. « Sprache und Literatur. Regensburger Arbeiten zur Anglistik und Amerikanistik » (no 27), 1986, 273 p. (ISBN 978-3-8204-8841-8). Traduction partielle : (en) Thekla Zachrau (trad. L.G. Boba et S. T. Joshi), « The « Cthulhu Mythos » : Between Horror and Science Fiction », Lovecraft Studies, West Warwick, Necronomicon Press, nos 19/20 « 10th Anniversary »,‎ automne 1989, p. 56-62 (lire en ligne).